# Gara (Bács-Kiskun)
Pour les articles homonymes, voir Gara (homonymie).
Gara est un village et une commune du comitat de Bács-Kiskun en Hongrie.